# Keys to Imagination
Keys to Imagination è il secondo album in studio del compositore greco Yanni, pubblicato nel 1986 dalla Private Music.

## Tracce
1. The North Shore of Matsushima – 5:08
2. Looking Glass – 6:35
3. Nostalgia – 4:27
4. Santorini – 4:34
5. Port of Mystery – 4:49
6. Keys to Imagination – 5:13
7. Forgotten Yesterdays – 3:30
8. Forbidden Dreams – 3:57

## Componenti
- Yanni - Compositore e produttore